# Matteo Grattarola
Matteo Grattarola (Bellano, 2 februari 1988) is een Italiaans trialsporter. Hij werd op Sherco Europees kampioen bij de junioren in 2004, en stond bij de senioren voor het eerst op het eindpodium in 2010 met een tweede plaats achter de Brit Alexz Wigg. Inmiddels op GasGas rijdend werd hij in 2012 Europees kampioen, welke titel hij in 2018 opnieuw opeiste, nu dan op Montesa rijdend.
In de nationale competitie werd hij in 2006 Italiaans kampioen in de 125 cc klasse. Zijn beste succes op wereldniveau behaalde hij in 2009 met een derde plaats bij de junioren.